# Dorfkirche Wedderstedt

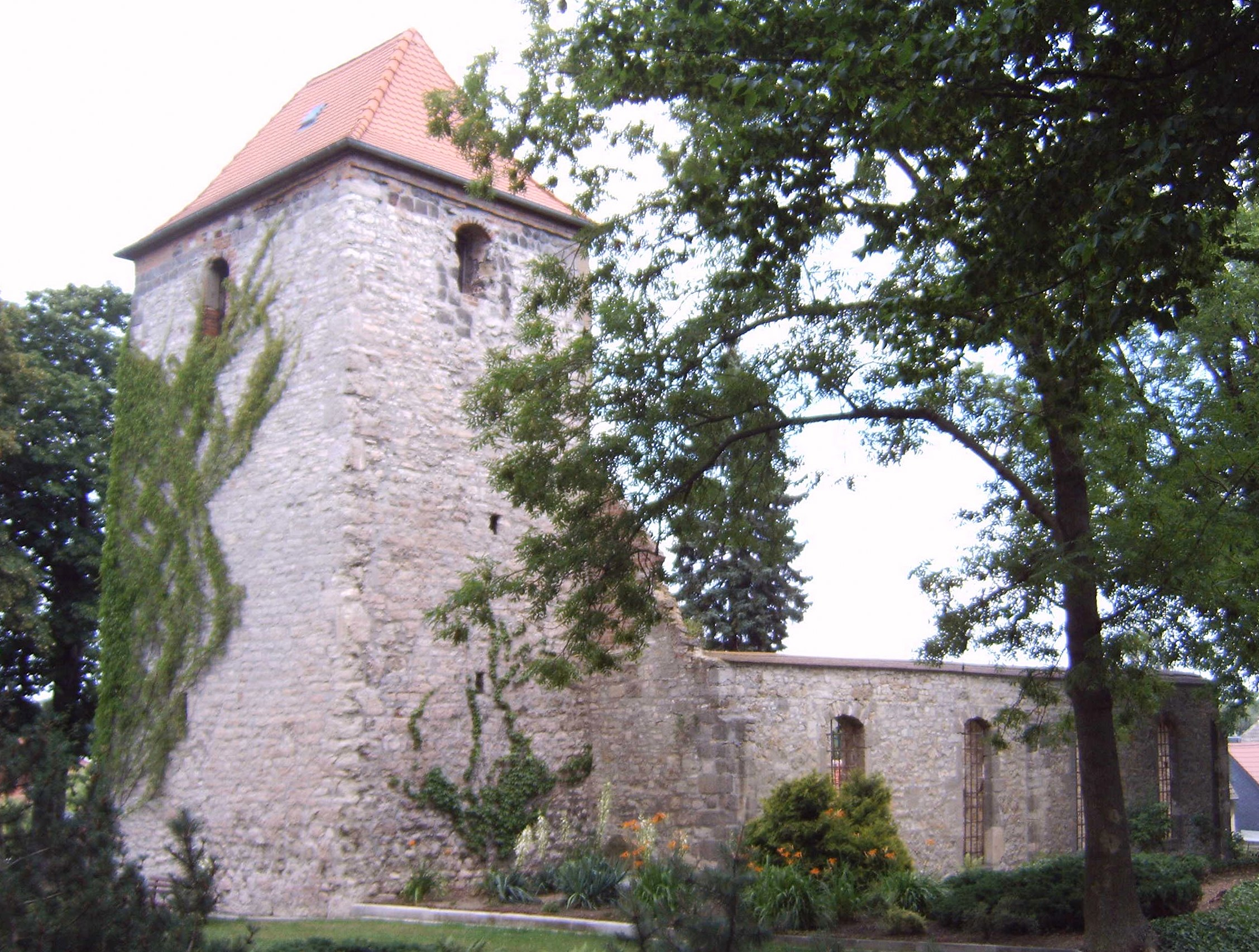
Dorfkirche Wedderstedt

Die Dorfkirche Wedderstedt war eine Kirche im Dorf Wedderstedt in Sachsen-Anhalt.
Die aus dem Mittelalter stammende Kirche ist nur noch als Ruine erhalten. Bestehen blieb der westlich des Kirchenschiffs befindliche Kirchturm der auch noch über ein Walmdach verfügt. Die Schallöffnungen der Glockenstube sind als Rundbogen gestaltet. Vom Kirchenschiff sind nur noch die Außenmauern erhalten. Das Schiff war langgestreckt im Stil des Barock gebaut. An der Ostseite wird das Schiff von einem fünfseitigen Schluss abgeschlossen. Nördlich des Kirchenschiffs befindet sich eine Vorhalle.

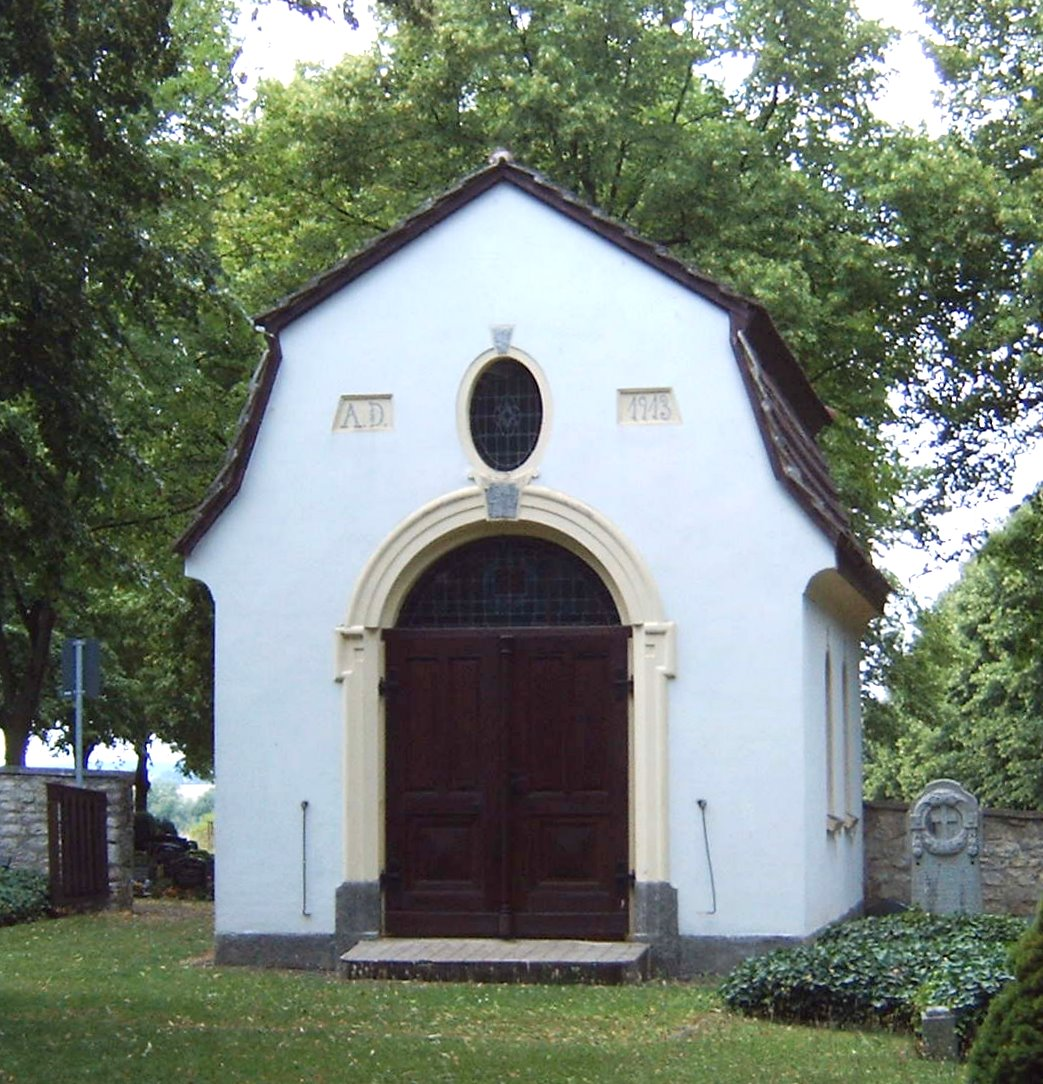
Leichenhalle auf dem Friedhof

Auf dem angrenzenden Friedhof befindet sich die verputzte Leichenhalle. Sie entstand 1913 im neobarocken Baustil. Bemerkenswert ist auch das Erbbegräbnis der Familie Richter aus dem Jahr 1864.